# 大宮村 (岡山県)
大宮村（おおみやそん）は、岡山県邑久郡にあった村。現在の岡山市東区、瀬戸内市の一部にあたる。

## 地理
高雄山から報恩山にかけての南麓一帯、硫黄山の南方一帯に位置していた。

## 歴史
- 1889年（明治22年）6月1日、町村制の施行により、邑久郡宿毛村、下阿知村、上阿知村、千手村、藤井村が合併して村制施行し、大宮村が発足[1][2]。旧村名を継承した宿毛、下阿知、上阿知、千手、藤井の5大字を編成[2]。
- 1954年（昭和29年）10月1日、大字宿毛（一部、南部地域）を西大寺市に編入[1][2]。
- 1955年（昭和30年）3月31日、大字千手（一部、東部地域）を牛窓町に編入[1][2]。
- 1956年（昭和31年）2月20日、西大寺市に編入され廃止[1][2]。

### 地名の由来
延喜式に記載の名神大社阿仁神社による。

## 産業
- 農業[2]

## 交通

### 県道
- 岡山県道28号岡山牛窓線
- 岡山県道234号東片岡宿毛線
- 岡山県道229号上阿知本庄線

## 名所・旧跡
- 安仁神社[2]